# المغناطيسية الضوئية
المغناطيسية الضوئية هو حل نظري للمجموعة الأحادية في نظرية الحقل الكمومي وكيمياء الكم و التي تصف بفعالية تأثير فاراداي العكسي المرصود تجريبياً. عندما ينتقلُ الضوءُ المستقطبُ دائريًا عبرَ البلازما ، فإن الزخمَ الزاوي المرتبط بالحركةِ الدائريةِ للفوتوناتِ يستحثُ زخمًا زاويًا في إلكترونات البلازما ومن ثم يستحث هذا الزخم الزاوي مجالاً مغناطيسياُ مرتبطاً به.
حتى الآن تبقى كيفية حدوث هذه الظاهرة موضوعَ نقاشٍ. فعلى سبيل المثال ، إذا كان ما يسمى ب "المجال الشبحي" عديم المساهمة في كثافة الطاقة الكهرومغناطيسية الحرة في البلازما ، حينها يجب أن يقترن الإلكترون بشيء مثل مجال كهربائي مركّب. ومع ذلك ، إذا كان المجال يستحث مجالًا مغناطيسيًا محدودًا في غياب المادة ، فقد يكون المعنى هنا عبارة عن كتلة ثابتة للفوتون.